# Im Hagen (Wuppertal)
Im Hagen ist eine Ortslage im Norden der bergischen Großstadt Wuppertal.

## Lage und Beschreibung
Die Ortslage befindet sich im äußersten Nordwesten des Wohnquartiers Hatzfeld im Stadtbezirk Barmen unmittelbar an der Stadtteilgrenze von Elberfeld und Barmen auf einer Höhe von 292 m ü. NHN nahe der Landesstraße L433 bei Horather Schanze am Ortseingang von Dönberg. 
Weitere benachbarte Ortslagen, Hofschaften und Wohnplätze sind Auf’m Hagen, Hohenhagen, Dickten, Horath, Gemeinde, Siepen und Hohenholz.
Das Naturschutzgebiet Hohenhager Bachtal und Umgebung liegt östlich des Ortes.

## Geschichte
Der Ort selbst bestand 1704 aus ein bis zwei Hofgütern. Er gehörte bis 1807 der Gennebrecker Bauerschaft innerhalb des Hochgerichts und der Rezeptur Schwelm des Amts Wetter in der Grafschaft Mark an. Von 1807 bis 1814 war Im Hagen aufgrund der napoleonischen Kommunalreformen im Großherzogtum Berg Teil der Landgemeinde Gennebreck innerhalb der neu gegründeten Mairie Hasslinghausen im Arrondissement Hagen, die nach dem Zusammenbruch der napoleonischen Administration nun der Bürgermeisterei Haßlinghausen (ab 1844 Amt Haßlinghausen) im Landkreis Hagen (ab 1897 Kreis Schwelm, ab 1929 Ennepe-Ruhr-Kreis) angehörte.
Der Ort ist auf der Preußischen Uraufnahme von 1843 als Im Hagen beschriftet, auf dem Wuppertaler Stadtplan von 1930 unbeschriftet eingezeichnet. Westlich der Hofstelle verlief die Grenze zur Stadt Elberfeld, südöstlich die zur Stadt Barmen.
Mit der Kommunalreform von 1929 wurde der südliche Teil um Im Hagen von Gennebreck abgespalten und in die neu gegründete Stadt Wuppertal eingemeindet. 